# De Standaard (Niederlande)

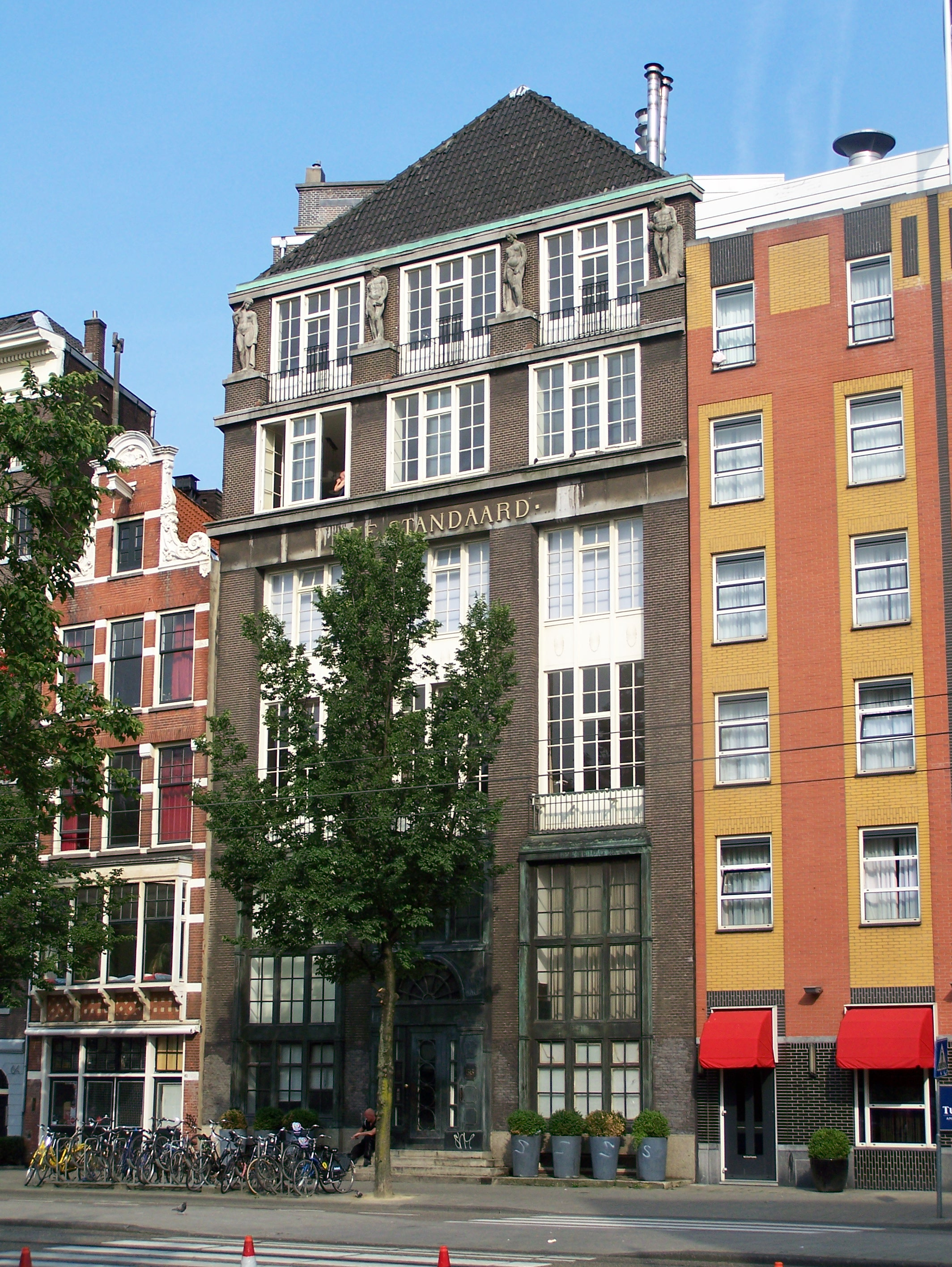
Gebäude der ehemaligen Zeitung am Nieuwezijds Voorburgwal in Amsterdam. Jetzt wird es als Wohnhaus genutzt. Erbaut von Architekt Jac. Duncker.

De Standaard (deutsch Der Standard) war eine überregionale niederländische Tageszeitung mit Redaktionssitz in Amsterdam. Sie erschien von 1872 bis 1944 und war mit der Anti-Revolutionaire Partij sowie den streng calvinistischen Gereformeerde Kerken in Nederland verbunden.

## Geschichte
Die erste Ausgabe von De Standaard erschien am 1. April 1872. Gründer und erster Chefredakteur war Abraham Kuyper, der 1879 auch die orthodox-calvinistische Partei ARP gründen und von 1901 bis 1905 Ministerpräsident der Niederlande sein sollte. Kuyper blieb bis 1919 Chefredakteur der Zeitung und schrieb in dieser Zeit fast 8.000 Kommentare, er gilt als der bedeutendste niederländische Journalist seiner Zeit. Als Parteiblatt der ARP fuhr De Standaard einen anti-sozialistischen und anti-liberalen Kurs, ferner brachte Kuyper in seiner Zeitung auch seine antisemitischen Ansichten zum Ausdruck. Im Übrigen ließ sich Kuyper oft wochenlang nicht in der Redaktion blicken und überließ seinen Untergebenen das Tagesgeschäft, bis einige Lebensjahre vor seinem Tod war er jedoch de facto Alleinherrscher in seinem Blatt.
Die Zeitung war in moderne Rubriken wie Inland, Ausland und Parlament unterteilt und unterhielt ihrer Herkunft getreu auch eine Rubrik für Kirchennachrichten. Trotz der naturgemäß antirevolutionären Haltung der Zeitung hatte Kuyper ein christlich-soziales Selbstverständnis und unterstützte das allgemeine Wahlrecht. 1919 ließ Kuypers Gesundheit deutlich nach, am Ende jenes Jahres wurde er dazu gezwungen die Leitung der Redaktion zunächst an eine sechsköpfige Redaktionskommission abzutreten. Am 1. April 1922 trat Hendrikus Colijn, der bereits Mitglied dieser Kommission gewesen war, die offizielle Nachfolge von Kuyper an und behielt die Chefredaktion, mit einer Unterbrechung während seiner Zeit als Ministerpräsident der Niederlande von 1933 bis 1939, bis zum 4. Februar 1941, als er aus Protest darüber, dass der NSB-Publizist Max Blokzijl der Zeitung als Redaktionsleiter aufgezwungen wurde, zurücktrat. Colijn war bereits zuvor mit den deutschen Besatzern aneinandergeraten, so hatte er eine Behauptung bestritten, dass die Niederlande zusammen mit Frankreich und Großbritannien gegen Deutschland paktiert hätten, worauf De Standaard für acht Wochen verboten worden war. Colijn hoffte, mit seinem Rücktritt den Weiterbestand des Blattes über den Krieg hinweg bis zur Zeit nach der Befreiung sichern zu können.
Kurz nachdem der vorige Redaktionsleiter Taeke Cnossen das Zepter von Colijn übernommen hatte, wurde De Standaard durch das am 30. Juni 1941 erfolgte Verbot der ARP ihrem Hintergrund entrissen. Trotz eines Aufrufs der antirevolutionären Untergrundzeitung Trouw, alle Abonnements zu kündigen, stieg die Auflage ungeachtet der genannten Widrigkeiten sogar noch an. 1943 wurde Cnossen schließlich nach einigen Konflikten über die Übernahme von Artikeln und Bildunterschriften entlassen. Dem letzten Chefredakteur H. Burger, zuvor Kunstredakteur der Zeitung, war nur noch eine kurze Zeit vergönnt, wegen der Papierknappheit konnte De Standaard seit Anfang 1944 nur noch als Wochenzeitung erscheinen und stellte am 15. Dezember 1944 das Erscheinen gänzlich ein.
Da die Zeitung nach 1942 noch erschienen war, galt sie als Kollaborationszeitung und wäre wie alle anderen derartigen Zeitungen von einem vorläufigen Wiedererscheinungsverbot betroffen gewesen. Während andere von dem Erscheinungsverbot betroffene Zeitungen später wieder herauskamen und zum Teil schon vorher dieses Verbot durch einen temporär geänderten Namen umgangen hatten, verständigte sich De Standaard im September 1945 mit Trouw darauf, zugunsten letzterer ein erneutes Erscheinen nicht mehr anzustreben. Zu jener Zeit benutzte Trouw bereits seit einigen Monaten die Druckerei von De Standaard.
De Standaard gehörte nie zu den auflagenstärksten Zeitungen der Niederlande, bis zum Ersten Weltkrieg hatte sie zu keiner Zeit mehr als 6.000 Abonnenten, 1943 kam sie auf einen Auflagenwert von etwa 34.000 Exemplaren. Ihre Bedeutung ergibt sich daher auch eher aus Kuypers Wirken als Journalist, ihrer Funktion als Sprachrohr der ARP und der größtmöglichen Verbindung zum Parlament, die sie dadurch hatte, dass zwei ihrer Chefredakteure Ministerpräsidenten der Niederlande waren.

### Chefredakteure
| Zeitraum            | Name             |
| ------------------- | ---------------- |
| 1872–1919           | Abraham Kuyper   |
| 1922–1933 1939–1941 | Hendrikus Colijn |
| 1941–1943           | Taeke Cnossen    |
| 1944                | H. Burger        |

## Auflagenentwicklung
| Zeitpunkt | Exemplare |
| --------- | --------- |
| 1882      | 2.500     |
| 1912/1913 | 3.644     |
| 1917/1918 | 11.500    |
| 1937      | 24.000    |
| 1939      | 26.685    |
| Juli 1943 | 34.091    |
| Dez. 1940 | 26.240    |
| März 1944 | 19.325    |